# Verulam

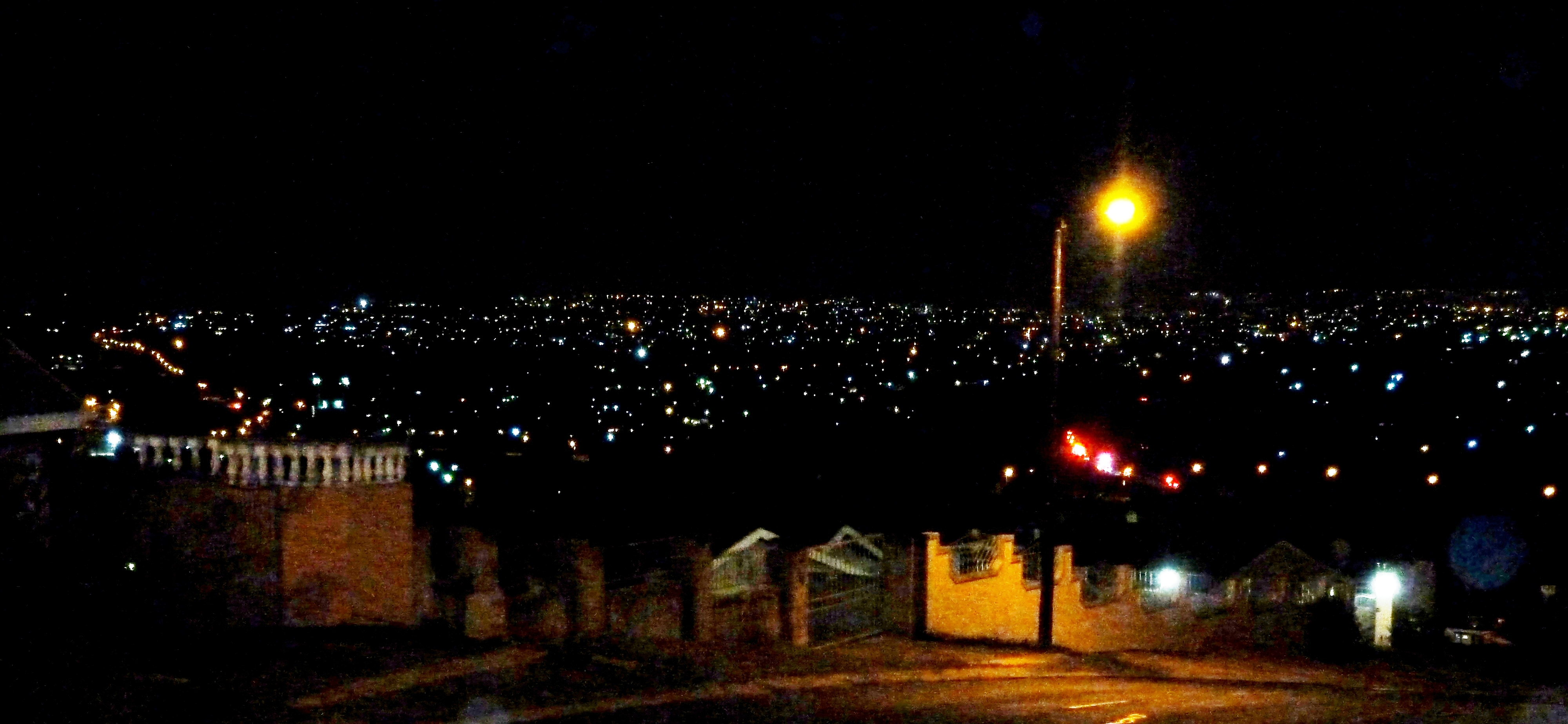
Verulam in der Nacht (2014)

Verulam ist ein Ort in der südafrikanischen Provinz KwaZulu-Natal. Er ist Teil der Metropolgemeinde eThekwini.

## Geographie
2011 hatte Verulam 37.273 Einwohner. Der Ort wurde laut Volkszählung 2011 zu 59 % von Indern bewohnt. Verulam liegt am Umdloti River, der in den Indischen Ozean mündet. Der Ozean liegt etwa sechs Kilometer entfernt. Nach Durban im Süden sind es rund 25 Kilometer. Südwestlich liegt Phoenix, nordöstlich befindet sich der King Shaka International Airport.

## Geschichte
Verulam entstand 1850 als Gründung von 400 britischen Methodisten, die den Ort nach ihrem Patron, dem britischen Adligen James Grimston, 2. Earl of Verulam, benannten. Später zogen zahlreiche Inder, die in den nahen Zuckerrohrplantagen Arbeit gefunden hatten, nach Verulam. Mit Inkrafttreten des Group Areas Act war Verulam Indern vorbehalten.

## Wirtschaft und Verkehr
Die Fernstraße R102 führt in Nord-Süd-Richtung durch Verulam. Der Motorway M27 führt in West-Ost-Richtung durch den Ort. Verulam wird von der Northern Coast Line der Metrorail Durban bedient.

## Sakralbauten
Zu den hinduistischen Sakralgebäuden zählen die Tempel Sri Gopalall, den Mahatma Gandhi 1913 eröffnete, und Gayathri Peedam, der 1985 nach einem gleichnamigen Vorbild aus Sri Lanka errichtet wurde. 1888 wurde der Tempel Shree Gopal errichtet. Daneben gibt es die Sunni Mosque. Die methodistische Kirche aus der Gründerzeit ist baufällig.

## Persönlichkeiten
- Ahmed Deedat (1918–2005), muslimischer Missionar und Schriftsteller, lebte zuletzt in Verulam und wurde dort beerdigt.